# Folusz (powiat rawicki)
Folusz – osada leśna w Polsce położona w województwie wielkopolskim, w powiecie rawickim, w gminie Rawicz.
W okresie Wielkiego Księstwa Poznańskiego (1815-1848) miejscowość wzmiankowana jako folwark Folusz należała do wsi mniejszych w ówczesnym pruskim powiecie Kröben (krobskim) w rejencji poznańskiej. Folusz należał do okręgu sarnowskiego tego powiatu i stanowił część majątku Sarnowko (dziś Sarnówka), którego właścicielem był wówczas (1846) podpułkownik Zakrzewski. Według spisu urzędowego z 1837 roku folwark Folusz liczył 29 mieszkańców, którzy zamieszkiwali dwa dymy (domostwa).
W latach 1975–1998 miejscowość należała administracyjnie do województwa leszczyńskiego.